# Nida (judaismus)
Nida (hebrejsky נִדָּה‎ nebo נִידָה‎) je v judaismu menstruující žena a doslova tento termín znamená oddělení. Obecně pak znamená oddělení od rituální nečistoty. Podle židovského náboženského práva je během období menstruace mezi manželi zapovězen mj. pohlavní styk a fyzický kontakt vůbec, stejně jako jiné formy sbližování. Po skončení menstruace následuje sedmidenní období, po němž se žena ponoří do rituální koupele (mikve) a až poté je rituálně čistá. Nida je hlavní kategorií židovského zákona zabývající se sexuálními záležitostmi – eufemisticky nazývaného „čistota rodiny“ (taharat mišpacha – nehodilo by se, aby se zákon nazýval „nečistota rodiny“).
O předpisech týkající se nečistoty pojednává podrobně traktát Mišny a Talmudu Nida.

## Zmínky v Bibli
| „                          | Když má žena výtok, totiž svůj pravidelný krvácivý výtok, bude v období svého krvácení nečistá sedm dní. Každý, kdo by se jí dotkl, bude nečistý až do večera. Všechno, na čem by ležela v období svého krvácení, bude nečisté, a všechno, na čem by seděla, bude nečisté. Každý, kdo by se dotkl jejího lůžka, vypere si šaty, omyje se vodou a bude nečistý až do večera. Každý, kdo by se dotkl jakéhokoliv předmětu, na kterém seděla, vypere si šaty, omyje se vodou a bude nečistý až do večera. Jestliže se dotkne něčeho, co bylo na lůžku či na předmětu, na němž seděla, bude nečistý až do večera. Jestliže s ní bude muž obcovat a ulpí na něm její krvácení, bude nečistý sedm dní a každé lůžko, na němž by ležel, bude nečisté. Když má žena dlouhotrvající krvotok mimo období svého krvácení nebo když výtok trvá déle než obvyklé krvácení, bude trvat její nečistota po všechny dny výtoku. Bude nečistá jako v období svého krvácení. Každé lůžko, na němž by ležela kterýkoli den svého výtoku, bude jako lůžko v období jejího krvácení. Každý předmět, na němž by seděla, bude nečistý, jako při nečistotě jejího krvácení. Každý, kdo by se jich dotkl, bude nečistý; vypere si šaty, omyje se vodou a bude nečistý až do večera. Jestliže bude očištěna od svého výtoku, odpočívá si sedm dní a potom bude čistá. Osmého dne si vezme dvě hrdličky nebo dvě holoubata a přinese je knězi ke vchodu do stanu setkávání. Kněz připraví jedno v oběť za hřích a druhé v oběť zápalnou. Tak za ni kněz vykoná pro nečistotu jejího výtoku smírčí obřady před Hospodinem. | “ |
| — Lv 15, 19–30 (Kral, ČEP) | |   |

| „                       | Nepřiblížíš se k ženě, abys odkryl její nahotu v období jejího krvácení, kdy je nečistá. | “ |
| — Lv 18, 19 (Kral, ČEP) |                                                                                          |   |

| „                       | Kdyby někdo spal se ženou v období její nečistoty, odkryl její nahotu a obnažil zdroj jejího krvácení a ona by nechala odkrýt zdroj svého krvácení, budou oba vyobcováni ze společenství svého lidu. | “ |
| — Lv 20, 18 (Kral, ČEP) | |   |